# Полная линейная группа
Полная линейная группа (иногда используют термин общая линейная группа) относится к двум различным (хотя и тесно связанным) понятиям.
Полная линейная группа векторного пространства V — это группа обратимых линейных операторов вида C: V → V. Роль групповой операции играет обычная композиция линейных операторов.
Обычно обозначается GL(V).
Полная линейная группа порядка n — это группа обратимых матриц порядка n (то есть квадратных матриц с n строками и n столбцами). Роль групповой операции играет обычное умножение матриц.
Обычно обозначается GL(n). Если требуется явно указать, какому полю (или, в более общем случае, коммутативному кольцу с единицей) K должны принадлежать элементы матрицы, то пишут: GL(n, K) или GLn(K).
Так, если рассматриваются матрицы над действительными числами, полная линейная группа порядка n обозначается GL(n,  R), а если над комплексными числами, то GL(n, C).
Оба рассмотренных понятия в действительности тесно связаны. Во-первых, квадратную матрицу порядка n можно рассматривать как линейный оператор, действующий на арифметическом векторном пространстве K n (то есть пространстве n-мерных столбцов с элементами из K). Поэтому  GL(n, R)  =  GL(Rn)  и  GL(n, C)  =  GL(Cn).
Во-вторых, введение базиса в n-мерном векторном пространстве V над полем скаляров K позволяет взаимно однозначно сопоставить линейному оператору  C : V → V  его матрицу — квадратную матрицу порядка n из компонент оператора C в этом базисе. При этом обратимому оператору будет отвечать невырожденная матрица, и мы получаем взаимно однозначное соответствие между группами GL(V) и GL(n, K) (это соответствие в действительности является изоморфизмом данных групп).

## Свойства
Если V — векторное пространство над полем скаляров K, то полная линейная группа пространства V представляет собой группу всех автоморфизмов пространства V. Группу GL(V) и её подгруппы называют линейными группами.
В полной линейной группе GL(n, K) можно выделить подгруппу SL(n, K), состоящую из всех матриц с определителем, равным 1. Это — специальная линейная группа порядка n, обозначаемая SL(n, K).
Другие важные подгруппы группы GL(n, K):
- Диагональная группа — группа D(n, K), состоящая из всех диагональных матриц порядка n;
- Треугольная группа — группа T(n, K), состоящая из невырожденных верхних треугольных матриц порядка n (то есть матриц, у которых все элементы под главной диагональю нулевые);
- Унитреугольная группа — группа UT(n, K), состоящая из тех верхних треугольных матриц порядка n, у которых диагональные элементы равны 1.

Группу GL(n, K) и её подгруппы часто называют матричными группами (заметьте, что их можно именовать и линейными группами, а вот группа GL(V) — линейная, но не матричная).
В частности, подгруппами группы GL(n, R) являются специальная линейная группа SL(n, R), ортогональная группа O(n), специальная ортогональная группа SO(n) и др.
Подгруппами группы GL(n, C) являются специальная линейная группа SL(n, C), унитарная группа U(n), специальная унитарная группа SU(n) порядка n и др.
Полные линейные группы GL(n, R) и GL(n, C) (как и перечисленные в двух предыдущих абзацах их основные подгруппы) являются группами Ли. Эти группы важны в теории представлений групп; возникают они и при изучении различного рода симметрий.
Заметим ещё, что при n = 1  группа GL(n, K) фактически сводится к группе (K *, •) ненулевых скаляров поля K (обе группы канонически изоморфны) и поэтому является абелевой (коммутативной). При n, большем 1, группы GL(n, K) абелевыми не являются.